# Grand Prix de la Ville de Lillers 2013
La Grand Prix de la Ville de Lillers 2013, quarantanovesima edizione della corsa e valida come evento dell'UCI Europe Tour 2013 categoria 1.2, si svolse il 3 marzo 2013 su un percorso totale di circa 174,2 km. Fu vinto dal francese Benoît Daeninck che terminò la gara in 4h10'05", alla media di 41,79 km/h.
All'arrivo 160 ciclisti portarono a termine il percorso.

## Squadre partecipanti
| N.      | Cod. | Squadra                       |
| ------- | ---- | ----------------------------- |
| 1-8     | BSE  | Bretagne-Séché Environnement  |
| 11-18   | COF  | Cofidis, Solutions Crédits    |
| 21-28   | SOJ  | Sojasun                       |
| 31-38   | RLM  | Roubaix-Lille Métropole       |
| 41-48   | RB3  | Rabobank Development Team     |
| 51-58   | GLU  | Team Cult Energy              |
| 61-68   | LET  | Leopard-Trek Continental Team |
| 71-78   | BIG  | BigMat-Auber 93               |
| 81-88   | OPH  | EFC-Omega Pharma-Quick-Step   |
| 91-98   | BGT  | Bridgestone-Anchor            |
| 101-108 |      | BMC Development Team          |
| 111-118 | NSP  | Team NSP-Ghost                |
| 121-128 | TJM  | Joker-Merida                  |

| N.      | Cod. | Squadra                     |
| ------- | ---- | --------------------------- |
| 131-138 | RAL  | Team Raleigh                |
| 141-148 | WIL  | Vérandas Willems            |
| 151-158 | UKY  | Team UK Youth               |
| 161-168 | ARH  | Atlas Personal-Jakroo       |
| 171-178 | WIB  | Team Wibatech-Brzeg         |
| 181-188 | ETI  | Etixx-Ihned                 |
| 191-198 |      | Lotto-Belisol U23           |
| 201-208 | WBC  | Wallonie-Bruxelles          |
| 211-218 |      | VC Rouen 76                 |
| 221-228 |      | ESEG Douai                  |
| 231-238 |      | CC Villeneuve-Saint-Germain |
| 241-248 |      | CC Nogent-sur-Oise          |
| 251-258 | CMD  | Colba-Superano Ham          |

## Ordine d'arrivo (Top 10)
| Pos. | Corridore         | Squadra        | Tempo    |
| ---- | ----------------- | -------------- | -------- |
| 1    | Benoît Daeninck   | CC Nogent-Oise | 4h10'05" |
| 2    | Olivier Pardini   | Vérandas Will. | s.t.     |
| 3    | Steven Tronet     | BigMat-Auber   | s.t.     |
| 4    | Armindo Fonseca   | Bretagne-Séché | s.t.     |
| 5    | Julien Duval      | Roubaix        | s.t.     |
| 6    | Niklas Gustavsson | Team UK Youth  | s.t.     |
| 7    | Jean-Lou Paiani   | Sojasun        | s.t.     |
| 8    | Louis Verhelst    | Etixx-Ihned    | s.t.     |
| 9    | Rudy Molard       | Cofidis        | s.t.     |
| 10   | Éric Berthou      | Team Raleigh   | s.t.     |